# Bernard Aryee
Bernard Aryee (ur. 23 kwietnia 1973 w Akrze) – ghański piłkarz występujący na pozycji pomocnika.

## Kariera klubowa
Aryee karierę rozpoczynał w 1989 roku w zespole Great Olympics. W 1991 roku przeszedł do Hearts of Oak. W sezonie 1993/1994 zdobył z nim Puchar Ghany. W 1995 roku został graczem holenderskiego AZ Alkmaar, grającego w Eerste divisie. Spędził tam sezon 1995/1996, a potem odszedł do innego zespołu tej ligi – FC Zwolle. Tam grał w sezonie 1996/1997. Następnie występował w singapurskim Marine Castle United, a także w Liberty Professionals, gdzie w 2001 roku zakończył karierę.

## Kariera reprezentacyjna
W reprezentacji Ghany Aryee grał w latach 1996–1999. W 1992 roku był członkiem reprezentacji, która zdobyła brązowy medal na Letnich Igrzyskach Olimpijskich.